# 波利巴爾
波利巴爾（Heimano Bourebare，1989年5月4日—），大溪地足球員，司任中場。目前效力當地頂級聯賽球隊AS龍隊。他於2011年入選國家隊，並在同年8月27日對斐濟首次上陣。翌年，他隨隊參加大洋洲國家杯，並協助球隊贏得歷史上首個錦標。2013年，他又參加了洲際國家盃，在對尼日利亞和西班牙的兩場分組賽中均取得上陣機會。